# HMS Plymouth
L'HMS Plymouth era una fragata de la classe Rothesay de la Royal Navy britànica. L'any 1982 el Plymouth va ser un dels primers vaixells de l'Armada Reial en arribar a l'Atlàntic sud durant la Guerra de les Malvines.

## Rerefons
El Plymouth va ser un dels 12 vaixells que es van construir de la nova classe Rothesay. Van ser construïts basats en la classe Whitby (Tipus 12) de meitats dels 50. El Plymouth va ser construït al Drassana Devonport, a la ciutat de la que va prendre el nom i es va inicial la construcció el primer de juliol de 1958. Va ser avarada per la vescomtessa Astor el 20 de juliol de 1959 i enrolada l'11 de maig de 1961 amb el número de gallardet F126.

## Disseny
La classe Rothesay era una versió millorada de la fragata antisubmarí de la classe Whitby de la que se'n van encarregar nou vaixells entre el 1954–55 en el programa de construcció de l'Armada Reial per substituir els sis de la classe Whitby.
El Plymouth tenia 370 peus 0 polzades (112.78 m) de llargada total i 360 peus 0 polzades (109.73 m)  entre perpendiculars, amb una mànega de 41 peus 0 polzades (12.50 m) i un calat de 13 peus 6 polzades (4.11 m). Els Rothesay eren moguts per la mateixa maquinària Y-100 que feien servir els de la classe Whitby. Dues calderes d'aigua Babcock & Wilcox de vapor donaven 550 lliures per polzada quadrada (3.800 kPa) i 454 °C a dos conjunts de turbines de vapor que feien anar els dos eixos que movien les hèlixs de 0,61 m de diàmetre cadascua. La maquinària tenia una potència de 30.000 cavalls de potència (22.000 kW), donant una velocitat de 29,5 nusos (54,6 km/h). La tripulació era aproximadament de 212 oficials i mariners.
Un canó doble de 4,5 polzades (113 mm) Mark 6 estava instal·lat a la part davantera amb 350 projectils de munició. S'havia dissenyat al principi per portar un canó antiaeri doble de 40 mm L/70 Bofors a proa però l'any 1957 es va decidir instal·lar els míssils antiaeris Seacat, en comptes d'això. Com que els Seacat encara no eren a punt, se li van instal·lar al Plymouth un sol canó Bofors L/60 de 40 mm a popa com a sistema antiaeri provisional. L'armament antisubmarí consistia en dotze tubs llançatorpedes de 21 polzades (vuit fixos i dos muntatges dobles rotatius) pels torpedes d'orientació antisubmarina Mark 20E Bidder, que estaven suplementats per dos morters antisubmarins Limbo a popa. Els torpedes Bidder van provar no ser gaire fiables, sent massa lents per seguir els submarins moderns i, per això, els tubs llançatorpedes van ser remoguts aviat.
Se li va instal·lar un radar de cerca superfície/aire Tipus 293Q al pal davanter amb un radar de càlcul d'alçada Tipus 277 en un pal petit davant del pal davanter. El sistema de control de foc que es va instal·lar va ser el Marl 6M que incloïa el radar Tipus 275 per als canons de 4,5 polzades muntat per sobre del pont del vaixell, mentre que també va ser dotat d'un radar Tipus 974 de navegació. La dotació de sonar del vaixell consistia en el sonar de recerca Tipus 174, el sonar Tipus 170 de control de foc per al morter Limbo i un sonar Tipus 162 per classificar objectius en el fons del mar.

### Modernització
Des de 1966 fins al 1969 el Plymouth va experimentar una modernització important, que va portar al vaixell a tenir gairebé la capacitat de la classe Leander. Se li van afegir un hangar i plataforma d'aterratge a popa per permetre que operés un helicòpter Westland Wasp sacrificant els morters antisubmarins Limbo, mentre que una llançadora Seacat i el seu controlador associat GWS20 van ser muntats al sostre de l'hangar. Es van afegir dos canons de 20 mm a cadascun dels costats del pont del vaixell. El sistema de control de foc MRS3 va substituir el Mark 6M i el seu radar integral Tipus 903 va permetre que es desmuntés el radar Tipus 277. Un radar de cerca superfície/aire Tipus 993 va reemplaçar l'existent Tipus 293Q, mentre es van millorar les defenses del vaixell en afegir-se les llançadores coet de chaff Corvus.

## Història operacional

### 1959-1981
El Plymouth va servir 1963 i 1964 com a vaixell almirall del 22è Esquadró d'Escorta i del 29è Esquadró d'Escorta del 1964 fins al 1966 a Singapur i Austràlia.
L'any 1966, sota les ordres del capità Thomas Fanshawe, el Plymouth va ser assignat a la patrulla Beira. El 4 d'abril va interceptar el petrolier Joanna V però va declinar l'ús de la força per raons diplomàtiques i no va impedir que el vaixell arribés a Beira, cosa que va fer amoïnar perquè les 18.700 tones del petroli podrien enviar-se a la rebel colònia britànica de Rhodèsia per oleoducte.
L'any 1970 el Plymouth va participar en les celebracions del bicentenari de Cook que es van fer al port de Sydney. Després d'un temps curt a dic flotant de Singapur per netejar-lo i repintar-lo, el vaixell va navegar per l'oceà Índic per una patrulla de sis setmanes a Beira.
De tronada al el Regne Unit, el Plymouth va visitar diversos ports per tot el país incloent-hi Stornoway i Middlesbrough com a part d'una campanya de reclutament de l'Armada Reial.
L'any 1977 el vaixell, com a part del 8è Esquadró de Fragates, va assistir a la revista de la Flota de Spithead per la commemoració d'argent de la Reina. Va entrar en acció en les Guerres de Bacallà entre el Regne Unit i Islàndia i també a la Guerra de les Malvines l'any 1982.

### Guerra de les Malvines
El Plymouth, llavors comandat pel capità David Pentreath, va ser un dels primers vaixells de l'Armada Reial en arribar a l'Atlàntic sud després de la invasió argentina de les Illes Malvines i Geòrgia del Sud. Juntament amb l'Antrim, el Brillant i l'Endurance va participar en el represa de Geòrgia del Sud durant Operació Paraquet. El 25 d'abril, el seu helicòpter Wasp va participar en l'atac al submarí argentí Santa Fe, que anteriorment havia quedat malmès per un atac amb càrregues de profunditat de l'Antrim, i va reportar un impacte en el línia de flotació amb un míssil AS12. Després que l'avariat Santa Fe arribés al port de Grytviken i fos abandonat per la seva tripulació, una força composta de Marines Reials, SAS i tropes del SBS va desembarcar per capturar l'assentament. Juntament amb l'Antrim, el Plymouth va proporcionar suport d'artilleria naval per a aquesta força arribant a disparar, entre tots dos vaixells, un total de 235 projectils fins que les tropes argentines van aixecar la bandera blanca. Més tard aquell dia, el Plymouth va navegar amb l'Endurance fins al port de Leith, que encara estava pres pels argentins. L'endemà, el comandant de la guarnició, tinent comandant Alfredo Astiz, va signar la rendició al centre de combat del Plymouth.
El primer de maig, el Plymouth es va afegir de nou a la task force i la nit del 20 al 21 de maig, va formar part de l'escorta de la força d'assalt amfibi que va entrar a San Carlos Water i va ser el primer vaixell britànic per navegar per la badia. El 21 de maig la Força Aèria Argentina va començar una sèrie d'atacs aeris contra la força de desembarcament. El Plymouth va donar suport a la fragata Argonaut, el primer vaixell en patir danys al Bomb Alley. Durant els següents nou dies va dur a terme tasques de defensa aèria pel dia mentre feia tasques d'escorta i patrulla en suport de les tropes de terra amb el seu canons de 4,5 polzades. Llavors va ser encomanat al grup de batalla del portaavions, que es trobava a 150 milles a l'est de les Illes Malvines. El 30 de maig, el grup va ser atacat amb míssils Exocet però no es va reportar cap dany i el primer de juny el Plymouth va retornar a San Carlos Water.

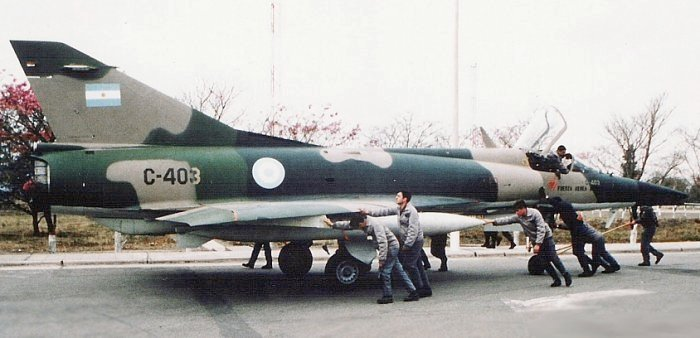
Un Dagger de les FAA.

El 8 de juny, el vaixell estava sol al Canal Falkland, quan tornava d'una missió d'artilleria naval, quan va ser atacat per cinc caces bombarders Dagger del Grupo 6 de la Força Aèria Argentina. Malgrat que el Plymouth va obrir foc amb el canons de 20 mm pistoles i va llançar un míssil Seacat, els avions van deixar caure vuit bombes de 500 lliures Mk82, cinc de les quals van impactar, i van disparar els seus canons de 30mm. Una Dagger no va poder deixar anar les bombes a causa d'una errada mecànica i un altre va patir danys lleugers per metralla.[21] Segons altres fonts, el Plymouth va ser colpejat per quatre bombes de 1000 lliures. Cap de les bombes va esclatar però van causar força danys: una va impactar a la plataforma de vol fent detonar una càrrega de profunditat i iniciant un foc, una altra va entrar per la ximeneia i dues més van destruir el morter antisubmarí Limbo. L'entrada d'aigua va fer que el vaixell s'escorés 6 graus. Cinc homes van resultrar ferits en l'atac i van ser ràpidament evacuats per helicòpter. Es va trigar 90 minuts en extingir el foc amb l'assistècnia de l'Avenger i les reparacions es van fer reparacions durant la nit i tot l'endemà, arribant a restaurar algunes de les seves capacitats. El Plymouth es va retirar a una àrea de reparació, on personal naval a bord del vaixell de suport de plataformes petrolieres MV Stena Seaspread el va assistir fins a posar-lo en ordre de combat. Va tornar a fer tasques de bombardeig de costa el 14 de juny, quan les forces argentines a les Illes Malvines finalment es van rendir.
En acabar les hostilitats, el Plymouth va ser el primer vaixell de guerra britànic en entrar a Port Stanley el 17 de juny. Després de donar suport en el restabliment del control naval del port va retornar breument a San Carlos abans d'abandonar l'Atlàntic sud el 21 de juny juntament amb el Glamorgan. Va retornar a la drassana de Rosyth el 14 de juliol per una reparació completa i un reabastiment. Durant el transcurs de la guerra va disparar 909 projectils de 4,5 polzades i nou míssils Seacat.

### 1983-1987
L'any 1983, el Plymouth va servir a la flota de les Índies Occidentals. L'11 d'abril de 1984, va estar implicat en una col·lisió amb la fragata alemanya Braunschweig de la classe Köln. l'any 1986 va patir un foc a la caldera, morint dos mariners.

## Conservació

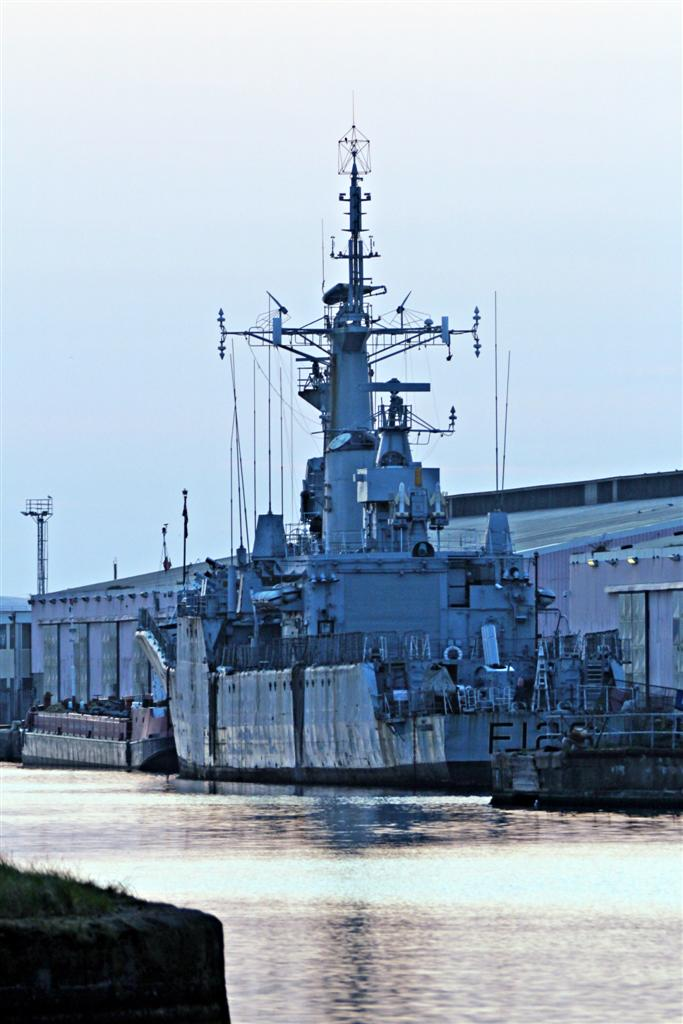
El Plymouth als molls de Birkenhead l'any 2012.

Després que el vaixell, l'últim Tipus 12 en servei, va ser retirat del servei el 28 d'abril de 1988, va ser adquirit pel Warship Preservation Trust. Ell 1990 va ser remolcat fins a Glasgow i exposat a un moll del riu Clyde. A finals dels 90, va ser reubicat al Great Float als molls de Birkenhead per se exhibit juntament amb altres vaixells i submarins.

## Controvèrsia pel desballestament
El 6 de febrer de 2006 la Warship Preservation Trust va tancar per motius econòmics. El Plymouth va passar a ser propietat de l'empresa Mersey Docks and Harbour Company després de la desaparició de l'anterior Trust. L'ajuntament de Plymouth va expressar el seu interès en el vaixell; un grup de campanya va anomenat HMS Plymouth Preservation Trust va intentar aconseguir 250.000 lliures per retornar el vaixell a la seva ciutat d'origen. Tanmateix, l'intent de portar la fragata del Tipus 12 als molls Millbay de Plymouth van esguerrar-se després que l'Associated British Ports va retirar l'oferta d'un lloc d'estiba el gener 2007. Una petició online va demanar, llavors, al govern del Regne Unit que donés un lloc d'estiba pel vaixell però l'any 2012 es va anunciar que s'havia venut el vaixell per ser desballestat.
El gener de 2014 els membres de la campanya van seguir amb la disputa amb Peel Ports -propietaris de Mersey Docks- que tenia la propietat del Plymouth. El grup d'acció va acusar Peel de permetre que el vaixell es caigués a trossos perquè qualsevol intent de conservació fos inviable.
El vaixell va ser remolcat des dels molls Vittoria, Birkenhead, pel remolcador Amber II, el 20 d'agost de 2014 per ser desballestat a Turquia. L'HMS Plymouth va ser desvallestat a Aliaga l'any 2014.
Allà Sembla que hi ha una certa controvèrsia sobre com es va dur a terme la venda per part del Peel Group i algunes de les clàusules que es van incloure en la venda a l'empresa que el va desmuntar.